# مقاطعة هانكوك (إنديانا)
مقاطعة هانكوك (بالإنجليزية: Hancock County, Indiana)‏ هي إحدى مقاطعات ولاية إنديانا في الولايات المتحدة. تأسست سنة 1828، بلغ عدد سكانها 70002 نسمة في عام 2010 حسب إحصاء مكتب تعداد الولايات المتحدة وتصل الكثافة السكانية فيها 88.3 نسمة/كم2.

## وصلات خارجية
- www.hancockcoingov.org
- United States Counties